# Райли, Андреа
Андреа Райли (англ. Andrea Riley; род. 22 июля 1988 года, Даллас, Техас, США) — американская профессиональная баскетболистка, выступавшая в женской национальной баскетбольной ассоциации. Была выбрана на драфте ВНБА 2010 года в первом раунде под общим восьмым номером командой «Лос-Анджелес Спаркс». Играла она на позиции разыгрывающего защитника.

## Ранние годы
Андреа Райли родилась 22 июля 1988 года в городе Даллас (Техас) в семье Рузвельта Райли и Анджелы Смит, у неё есть пять братьев, Деметри, Рузвельт, Крис, Зак и Марк, и четыре сестры, Саванна, Антионетта, Монтанна и Шарена, а училась она там же в средней школе Линкольн, в которой выступала за местную баскетбольную команду.